# Ptychobela minimarus
Ptychobela minimarus é uma espécie de gastrópode do gênero Inquisitor, pertencente a família Pseudomelatomidae.